# Victoria's Secret
Victoria's Secret è un marchio statunitense di abbigliamento femminile, noto soprattutto per le creazioni di lingerie e prodotti di bellezza. 
Il nome della società è un riferimento alla regina Vittoria e fu fondata nel 1977 dagli imprenditori Roy Raymond e Gaye Raymond. 
A partire dal 2019, negli Stati Uniti, Victoria's Secret è il più grande rivenditore di lingerie.

## Storia

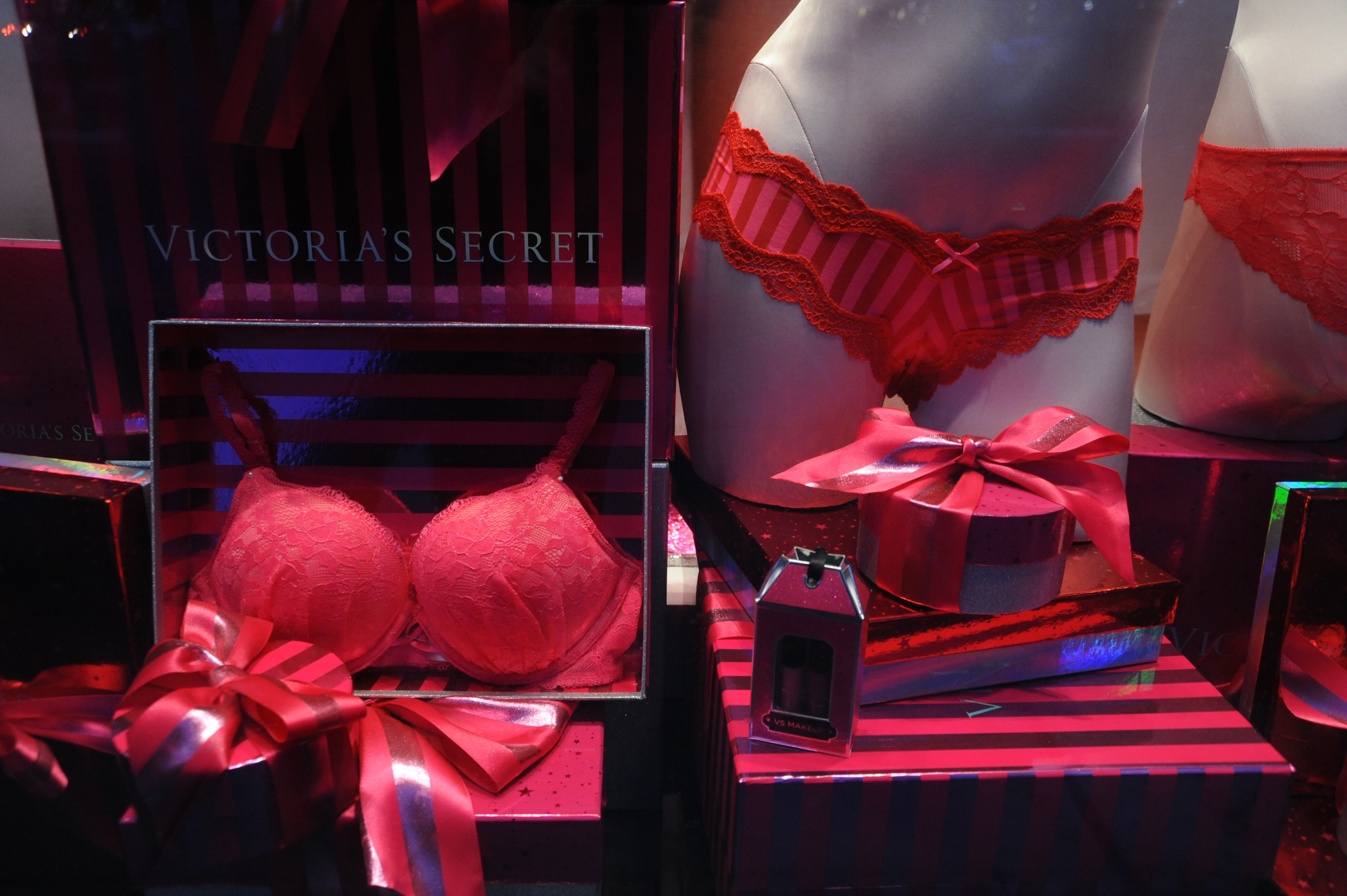
Lingerie di Victoria's Secret

Victoria's Secret fu fondata da Roy Raymond e sua moglie Gaye a San Francisco nel 1977. Otto anni prima di fondare questa società, Raymond si recò in un grande magazzino per acquistare biancheria intima per la moglie, ma si trovò di fronte a scaffali con accappatoi in spugna e brutte camicie da notte di nylon con stampe floreali, così decise di fondare Victoria's Secret. Studiò il mercato della lingerie per otto anni e si fece prestare 40 000 dollari dai suoi genitori e altri 40 000 da una banca e aprì il suo primo negozio presso lo Stanford Shopping Center. Nel suo primo anno Victoria's Secret incassò 500 000 dollari, sufficienti per finanziare altri quattro punti vendita; la società ha poi ampliato i suoi canali di vendita attraverso la vendita per corrispondenza.
Nel 1982 Raymond vende la società, che ha avuto un guadagno annuo di 6 milioni di dollari grazie ai sei negozi e al catalogo, a Leslie Wexner, creatore di Limited Brands. Nel 1983 Leslie Wexner rinnova Victoria's Secret scartando la biancheria maschile dedicandosi solo a quella femminile e proponendo nuovi colori e modelli; la società continuò a guadagnare tanto che nei cinque anni successivi i negozi diventarono 346.
Negli anni 1990 aumentò la vendita per corrispondenza e fu creata una propria linea di profumi, e la propria offerta venne ampliata con prodotti di abbigliamento per la città e per lo sport. Al 1998 si data l'entrata nel mercato cosmetico.
Nel 2006 i negozi di Victoria's Secret diventano più di 1 000. Victoria's Secret ha totalizzato vendite per più di 5 miliardi di dollari grazie ai suoi 900 punti vendita negli Stati Uniti nel 2007 e un risultato operativo superiore al miliardo di dollari nel 2006.
Nel 2012 Victoria's Secret ha un fatturato di 4,6 miliardi di dollari e rappresenta il 40% del fatturato della Limited Brands. 
Nel 2015 il fatturato dell'azienda cresce del 6,4% rispetto all'anno precedente, arrivando a 7,67 miliardi di dollari. Mentre la Limited Brands, che oltre a Victoria's Secret controlla anche i marchi Pink, Bath & Body Works, La Senza e Henri Bendel, archivia l'esercizio fiscale al 30 gennaio 2016 con un fatturato di 12,15 miliardi di dollari.
Dopo un crollo del 40% in un solo anno, Victoria's Secret ha annunciato nel 2019 che chiuderà 53 negozi negli Stati Uniti. La società ha anche annunciato il rilancio della sua linea di costumi da bagno nel marzo 2019. Nello stesso anno, il vicepresidente esecutivo April Holt si è dimesso dopo sedici anni.
Il 20 febbraio 2020, il controllo della società è stato venduto a un fondo di private equity, Sycamore Partners, per 525 milioni di dollari (la società quindi è stata valutata 1,1 miliardi). Il proprietario di Victoria's Secret, L Brands, a cui fanno capo tutti i negozi, manterrà una partecipazione di minoranza del 45% e Lex Wexner si dimetterà da presidente e CEO della società madre. Nemmeno tre mesi più tardi, ai primi di maggio 2020, Sycamore Partner è riuscito ad annullare il suo investimento con l'assenso di L Brands per evitare battaglie legali: in aprile infatti Sycamore Partner aveva contestato a L Brands la decisione di avere chiuso, a causa della pandemia, tutti i negozi Victoria's Secret e Pink a livello globale. Confermata l'uscita per metà maggio di Lex Wexner che ha gestito l'azienda per oltre 50 anni. Nel giugno dello stesso anno la filiale inglese di Victoria's Secret finisce in fallimento.

### Franchising
Nel 2010 l'azienda si amplia con un franchising internazionale aprendo negozi in America Latina, come in Venezuela e Colombia. Lo stesso anno è stato aperto il primo negozio in Medio Oriente in Kuwait, con vendita di prodotti, tra cui accessori cosmetici e di marca ma non di lingerie.
Nel 2011 sono stati aperti negozi ai Caraibi, Porto Rico e Santo Domingo. In Europa il primo negozio è stato aperto, nel 2012, a Varsavia, in Polonia, e subito dopo a Londra. Tuttavia, poiché si tratta di un negozio in franchising, in Polonia, vende solo prodotti di bellezza e accessori, mentre nel Regno Unito risiede la prima società che vende lingerie e abbigliamento di Victoria's Secret in Europa.
In Italia i primi negozi verranno aperti nel 2015 grazie al Gruppo Percassi con la vendita di lingerie, pelletteria e prodotti di bellezza. Al 2024 in Italia i negozi sono 26:
- 4 negozi a Milano;

- 3 negozi a Roma;

- 2 negozi a Verona, Orio al Serio e a Venezia;
- 1 negozio ad Bari, Arese, Bergamo, Carugate, Bologna, Firenze, Fiumicino, Genova, Lonato del Garda, Modena, Napoli, Pisa, Rimini, Salerno, Serravalle Scrivia, Settimo Torinese e Torino.

### Opening soon
Ai primi di dicembre del 2020 è stato inaugurato il nuovo flagship a Milano in Galleria del Corso. È infatti in dirittura d'arrivo il completamento dell'intervento di ristrutturazione dell'intero immobile occupato in precedenza da Coin e anche degli spazi urbani prospicienti, lungo la via della Passarella. Sorgerà quindi una "nuova piazzetta dello shopping" sulla quale si affacceranno Mango, Kiko e il nuovo negozio di Victoria's Secret che si presenta con un imponente led wall di circa dodici metri di altezza sopra il nuovo ingresso. Il nuovo store, equiparabile a quelli di Londra e Shangai, si sviluppa su due livelli, con una serie di spazi a tema all'interno e un'area VIP dedicata. Tutto in perfetto stile Victoria's Secret come l'imponente scala interna curva contornata da una seconda led wall che accompagnerà i clienti al livello superiore e con soffitti decorati oro, lampadari, pouf decorati, camerini con assistenti dedicati e due vetrine monumentali verso Galleria del Corso e lungo via Passarella, grande merito della fantastica installazione è da accreditare all'azienda bergamasca A.V.L. Technology, la quale nonostante le restrizioni del Covid, ha fornito un'eccellente installazione regalando un'atmosfera di magia all'interno dello store europeo più importante.

## Controversie

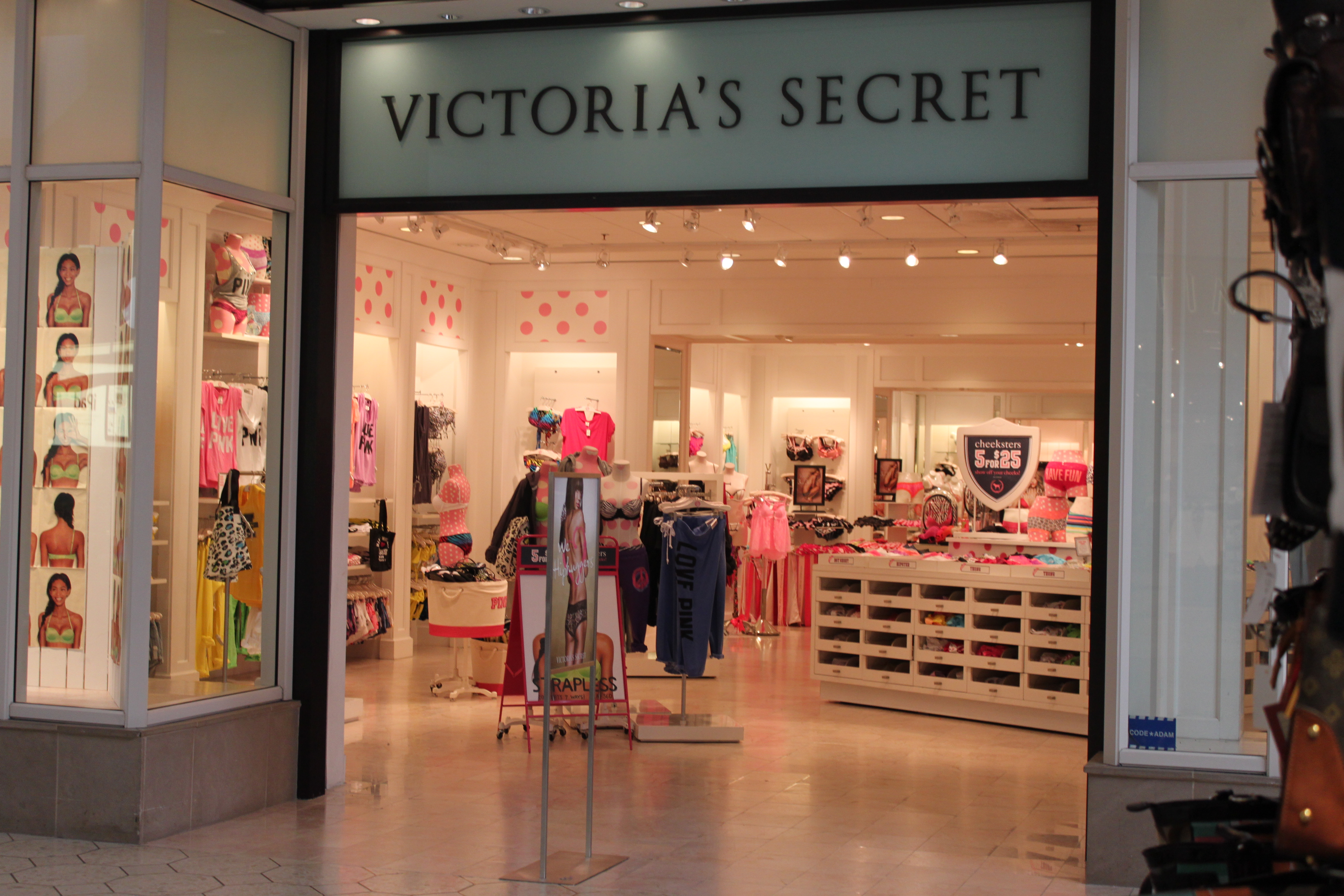
Un negozio di Victoria's Secret a Briarwood Mall

Nel 2009, Victoria's Secret è stata citata in giudizio più volte. Le cause legali sostenevano che la biancheria intima difettosa contenente formaldeide causava gravi escoriazioni cutanee sulle donne che le indossavano. Sei casi sono stati archiviati in Ohio e due in Florida. Almeno altre 17 cause sono state depositate in altri sei Stati dopo il gennaio 2008. La querelante si è rifiutata di sottoporsi a un semplice test patch per determinare la causa precisa della sua reazione e il suo caso è stato successivamente ritirato. Il consiglio sulla formaldeide ha rilasciato una dichiarazione secondo cui il farmaco si dissipa rapidamente in aria, acqua e luce solare.

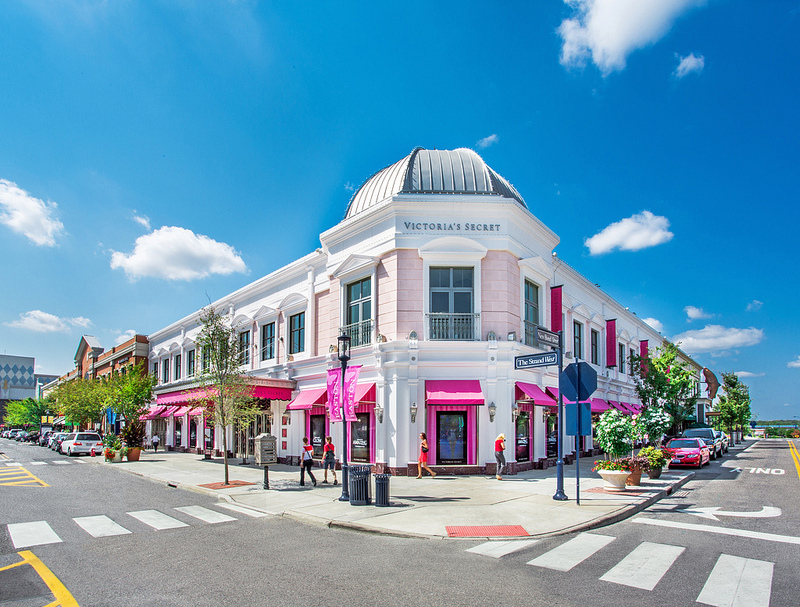
Un negozio di Victoria's Secret nell'agosto 2013

Nel 2011 un'indagine svolta dal sito americano Bloomberg ha dimostrato che molto del "cotone biologico" utilizzato nei loro capi, è in realtà per la maggior parte frutto del lavoro di aziende che sfruttano il lavoro minorile in Burkina Faso.
Nel 2012, un fornitore di Victoria's Secret è stato indagato per sfruttamento minorile nella raccolta del cotone utilizzato per realizzare i suoi prodotti. Durante la sfilata del 2012 nel segmento "Calendar Girls" la modella Karlie Kloss ha indossato un maestoso copricapo di piume bianche, rosse e nere che toccava fino a terra, tipico dei nativi americani. Sull'immagine della modella si è abbattuta una pioggia di critiche poiché è stata giudicata irrispettosa della storia e delle tradizioni dei nativi americani. L'outfit viene successivamente rimosso dalle registrazioni che sono state trasmesse in televisione.
Nel 2014 è stata lanciata una petizione online contro la linea Body, dopo che sui manifesti è apparso lo slogan The Perfect Body, in cui le modelle troppo magre mandano un messaggio non salutare e dannoso. La petizione ha ottenuto più di 30 000 firme, e anche se la casa di moda non si è mai scusata, ha cambiato lo slogan in A Body For Every Body.
Al Victoria's Secret Fashion Show 2016, il marchio è stato nuovamente accusato di appropriazione culturale durante il segmento "The Road Ahead" che ha tratto ispirazione dalla cultura cinese. La coda di fiamma di Kendall Jenner, il costume da drago di Elsa Hosk e gli stivali a coscia ricamati di Adriana Lima sono ciò che ha causato un tumulto perché molti fan hanno ritenuto che fosse inappropriato per le donne di altre culture indossare quegli articoli che significano così tanto per la cultura cinese.
A novembre 2018, il presidente di Victoria's Secret Edward Razek e il vicepresidente esecutivo delle relazioni pubbliche Monica Mitro sono stati intervistati da Vogue. Nell'intervista, discutendo della diversità, Razek ha fatto commenti negativi riguardo al coinvolgimento di persone transessuali allo show. Questi commenti hanno ricevuto un immediato contraccolpo da molti nella comunità dei modelli, tra cui la modella transgender Carmen Carrera, l'attuale e l'ex angelo Lily Aldridge e Karlie Kloss e la modella Kendall Jenner. In seguito Razek si è scusato.

## Prodotti
Victoria's Secret è una delle aziende di lingerie più famose al mondo, ma oltre a creazioni di intimo produce anche costumi, maglieria, calzature, profumi, pelletteria e prodotti di bellezza e make up. Nel 2015 infatti i costumi hanno avuto un fatturato del 6,5% delle vendite totali, circa 500 milioni di euro. Nel 2016 l'azienda prende la decisione di non produrre più calzature, accessori, abbigliamento e costumi da bagno, quest'ultimi a causa del calo delle vendite. Nel 2019 la casa di moda torna a produrre costumi da bagno.
I prodotti di Victoria's Secret sono acquistabili anche attraverso il catalogo Victoria's Secret Direct che ha vendite per circa 870 milioni di dollari.

### Pink Victoria's Secret

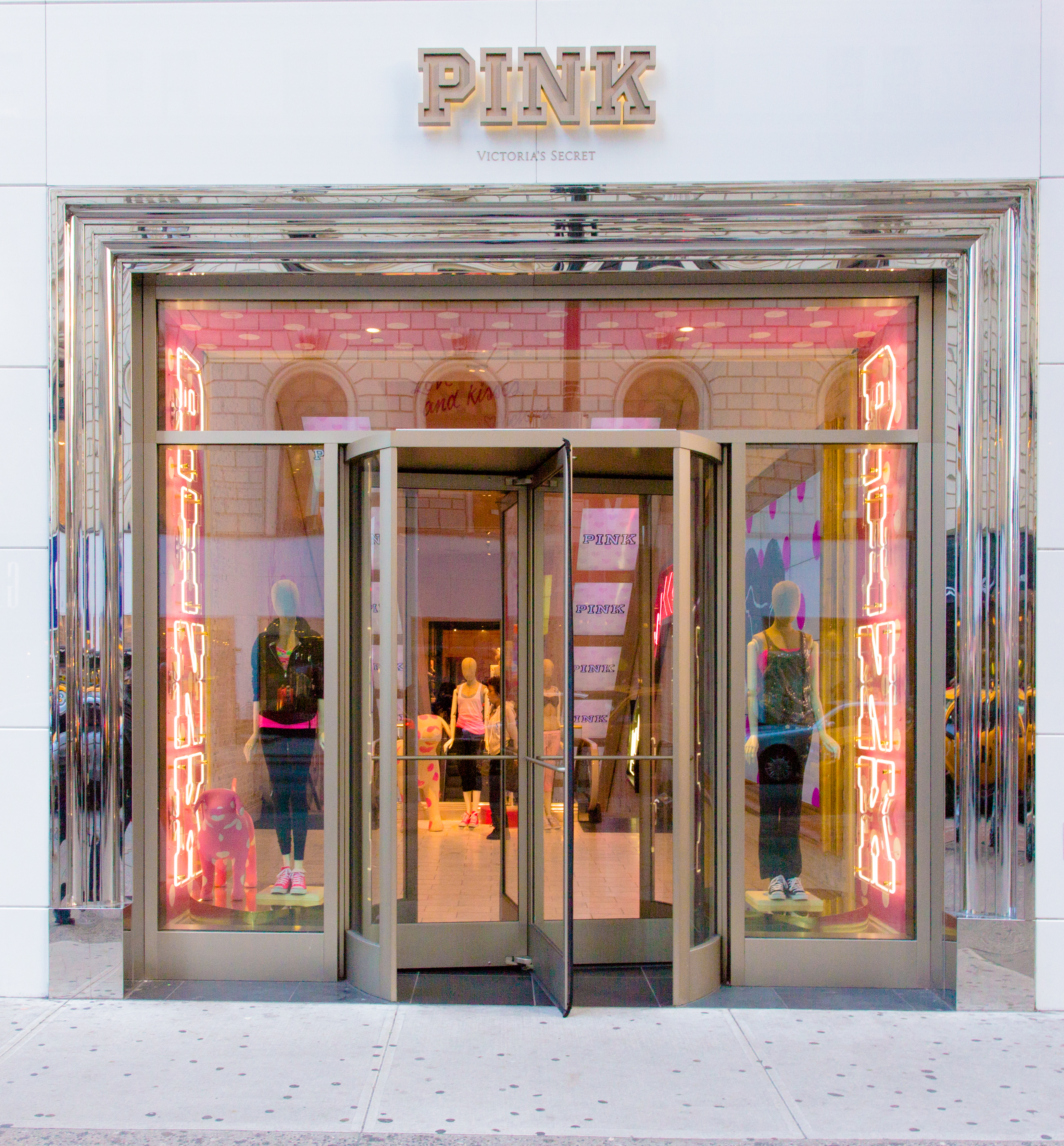
Negozio Pink (Victoria's Secret) a New York

Nel luglio 2006 i dirigenti della compagnia lanciarono Pink, una linea di abiti da casa e da notte, prodotti di bellezza, accessori e abbigliamento intimo, appositamente disegnati per un pubblico costituito da ragazze tra i 15 e i 22 anni. Nel 2009 Pink stabilisce i suoi primi quattro negozi indipendenti in Canada. Nel 2010 le vendite di Pink hanno raggiunto 1 miliardo di dollari.
Le modelle Pink girano in tour i vari campus universitari della nazione. La compagnia vende i propri prodotti ai giovani attraverso MySpace, in collaborazione con MTV e blog orientati ai giovani.
Sempre nello stesso anno, Ashlee Simpson è stata nominata spokesmodel per Pink diventando la prima non-modella rappresentante di un brand di Victoria's Secret.
Le spokesmodels (rappresentanti) della nuova linea sono state:
- Alessandra Ambrosio (2004-2006)
- Miranda Kerr (2006-2008)
- Behati Prinsloo (2008-2010)
- Chanel Iman (2009-2010)
- Elsa Hosk (2011-2014)
- Rachel Hilbert (2015-2016)[31]
- Zuri Tibby (2016-2019)[32]
- Grace Elizabeth (2016-2019)[33]

## Victoria's Secret Angels
Le modelle più importanti di Victoria's Secret sono denominate Victoria's Secret Angels. 
- Helena Christensen (1997-1998)
- Stephanie Seymour (1997-2000)
- Karen Mulder (1997-2000)
- Daniela Peštová (1997-2001)
- Tyra Banks (1997-2005)
- Maria Inés Rivero (1998-1999)
- Laetitia Casta (1998-2000)
- Heidi Klum (1999-2009)[34]
- Adriana Lima (2000-2018)[35]
- Gisele Bündchen (2000-2006)[36]
- Alessandra Ambrosio (2004-2017)
- Izabel Goulart (2005-2008)[37]
- Selita Ebanks (2005-2009)
- Karolína Kurková (2005-2008)
- Miranda Kerr (2007-2013)[38]
- Marisa Miller (2007-2009)[39]
- Doutzen Kroes (2008-2014)
- Behati Prinsloo (2009-2019)
- Rosie Huntington-Whiteley (2010-2011)[40]
- Lily Aldridge (2010-2018)[41]
- Chanel Iman (2010-2012)
- Candice Swanepoel (2010-2018)
- Erin Heatherton (2010-2013)
- Lindsay Ellingson (2011-2014)
- Karlie Kloss (2013-2015)[42]
- Monika Jagaciak (2015-2016)[43]
- Kate Grigorieva (2015-2016)[43]
- Martha Hunt (2015-2019)[43]
- Elsa Hosk (2015-2020)[43]
- Taylor Marie Hill (2015-2021)[43]
- Stella Maxwell (2015- 2021)[43]
- Lais Ribeiro (2015- 2021)[43]
- Sara Sampaio (2015-2021)[43]
- Romee Strijd (2015-2021)[43]
- Jasmine Tookes (2015-2021)[43]
- Josephine Skriver (2016-2021)[44]
- Barbara Palvin (2019-2021)[45][46]
- Alexina Graham (2019-2021)[47]
- Leomie Anderson (2019-2021)[48]
- Grace Elizabeth (2019-2021)[49]

Nel 2021, durante il processo di cambio d'immagine dell'azienda, le Victoria's Secret Angels sono state dismesse.

### Riconoscimenti
Nel novembre 2007 le Victoria's Secret Angels (Heidi Klum, Adriana Lima, Alessandra Ambrosio, Karolina Kurkova, Selita Ebanks, Izabel Goulart, Marisa Miller, e Miranda Kerr) hanno ricevuto una stella sulla Hollywood Walk of Fame di Los Angeles, incoronando la casa di moda come icona della lingerie femminile.

## Victoria's Secret Fashion Show

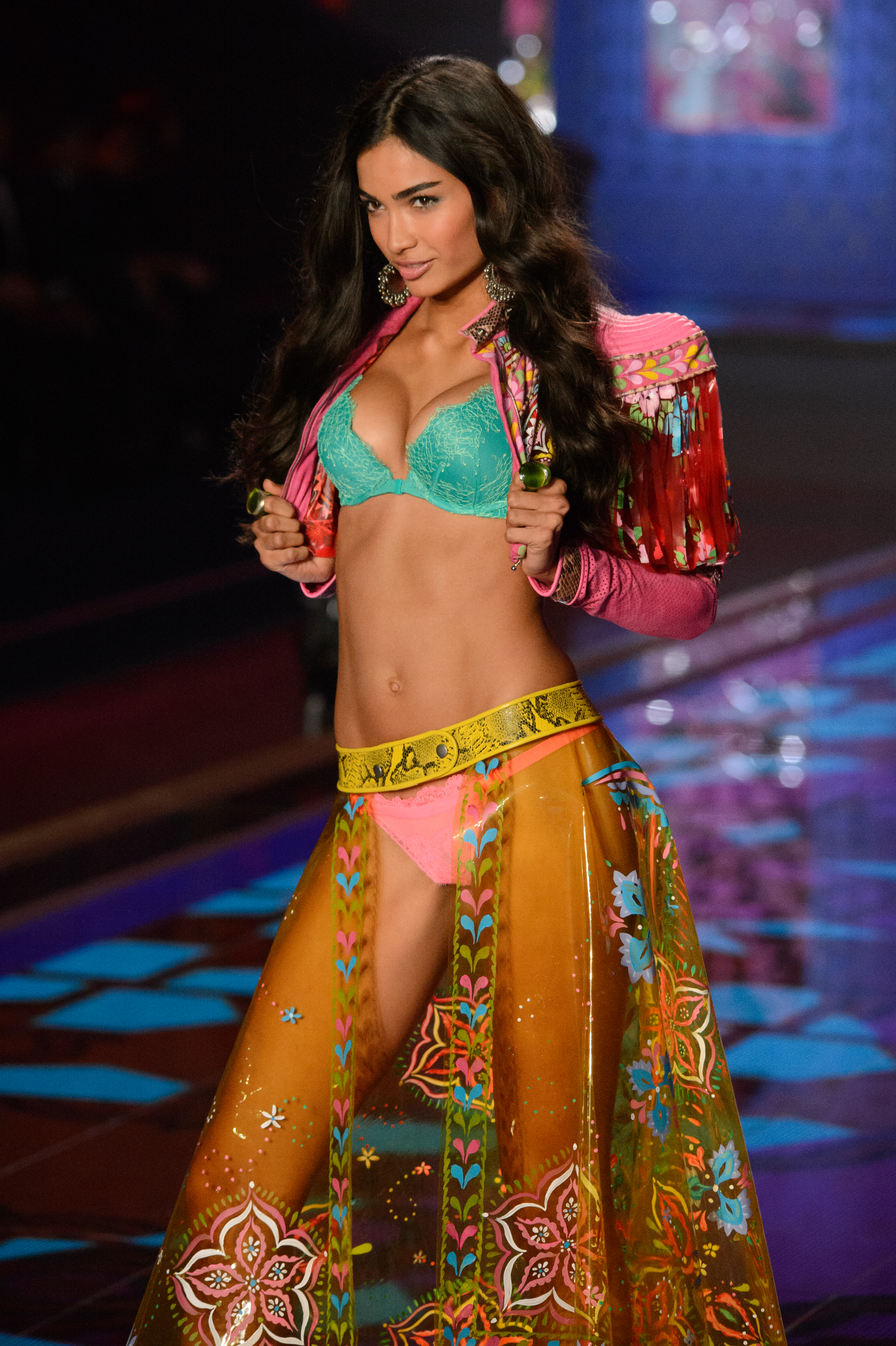
Kelly Gale al Victoria's Secret Fashion Show nel 2014

Il primo show, nel 1995, si è tenuto all'Hotel Plaza di New York e aveva numerose modelle che sfilavano in passerella indossando camicie da notte.
La compagnia fece storia nel 1999 con la prima trasmissione broadcast via web del Victoria's Secret Fashion Show che totalizzò 1,5 milioni di spettatori, e molti altri non riuscirono a vederlo. Lo spettacolo fu pubblicizzato al Super Bowl.
Generalmente il Fashion Show ha luogo al New York Armony sulla Lexington Avenue e mostra per lo più biancheria intima e reggiseni. Lo show è diventato un evento grandioso (e quindi costoso) caratterizzato da elaborate lingerie e costumi, musiche e scenografie che cambiano a seconda dei diversi temi che sta presentando lo show, nel 2011 il budget per la sfilata di moda era di $12 milioni rispetto a budget di $120 000 del primo spettacolo. Lo show attira centinaia di celebrità e intrattenitori che partecipano ogni anno. Le enormi ali d'angelo indossate dalle modelle così come altre ali di varie forme (farfalla, pavone o ali di diavolo) sono un marchio di fabbrica di Victoria's Secret.
Nel 2000 Karolina Kurkova è la modella più giovane, 16 anni, che abbia mai calcato la passerella di Victoria Secret. Caitriona Balfe (conosciuta per il suo ruolo di protagonista nello show Outlander) sfilò per Victoria's Secret nel 2002. Nel 2004 invece dell'annuale sfilata gli Angeli Tyra Banks, Heidi Klum, Gisele Bündchen, Adriana Lima e Alessandra Ambrosio hanno fatto un Angels Across America Tour, visitando le città di New York, Miami, Los Angeles e Las Vegas. Nel 2006 e 2007 gli spettacoli si sono svolti presso il Kodak Theatre di Los Angeles. Nel 2006 ha esordito in passerella la linea Pink e Justin Timberlake ha aperto lo show con la sua canzone Sexy Back. L'anno successivo, durante lo show, si sono esibite le Spice Girls, mentre Kanye West ha annullato la sua apparizione a causa della morte della madre, ed è stato sostituito da will.i.am.
Nel 2008 la sfilata ha avuto luogo presso il Fontainebleau Miami Beach. A differenza degli altri spettacoli, la pista è stata progettata in parallelo con i sedili del pubblico. Dal 2009 al 2014 lo show si è svolto al Lexington Avenue Armory di New York. Nel 2011 Kanye West ha cantato Stronger, con un omaggio a sua madre che era morta prima del suo concerto in programma quattro anni prima.
Nel 2012, Lais Ribeiro si ruppe la caviglia durante le prove. Non partecipando allo show, i suoi due outfit furono indossati da Behati Prinsloo e Shanina Shaik. Lindsay Ellingson ha indossato il primo outfit creato con la stampa 3D nella sezione "Snow Angels" del 2013.
Nel 2015 Rihanna avrebbe dovuto esibirsi durante lo show accanto a Selena Gomez e The Weeknd, tuttavia decise di annullare il live per dedicarsi al nuovo album e venne sostituita da Ellie Goulding. Nel 2016 lo show si è svolto al Grand Palais di Parigi e ha fatto il suo esordio come performer allo show la cantautrice Lady Gaga, che si è esibita con Million Reasons, A-Yo e John Wayne, brani tratti dal suo album Joanne. Per l'occasione la cantante ha anche indossato una giacca con le ali, simulando le modelle Angels.
A settembre 2017 la casa di lingerie annuncia la sua prima collaborazione la casa di moda Balmain. Sempre nel 2017, le modelle russe Julija Beljakova, Kate Grigorieva e Irina Šaripova, l'ucraina Daša Chlystun, l'americana Gigi Hadid e la nigeriana Mayowa Nicholas non hanno ricevuto il visto per la Cina, dovendo rinunciare alla sfilata tenuta a Shanghai.
Nel corso degli anni sono stati utilizzati svariati materiali per produrre le Ali indossate dalle modelle durante la sfilata: ad esempio cartoline, palloncini e anche caramelle.
Nel 2019 la casa di moda decide di cancellare lo show.

### Fashion Show
| Data                                                     | Località                                  | Rete televisiva         | Telespettatori (milioni) | Modelle | Ospiti                                                                                                  |
| -------------------------------------------------------- | ----------------------------------------- | ----------------------- | ------------------------ | --- | --- |
| 1º agosto 1995                                           | Hotel Plaza, New York                     | nessuna                 |                          | Natane Adcock, Helena Barquilla, Leilani Bishop, Keri Claussen, Valerie Jean, Angelika Kallio, Catherine McCord, Beverly Peele, Stephanie Seymour, Ingrid Seynhaeve, Frédérique van der Wal, Veronica Webb, Magdalena Wrobel | |
| 6 febbraio 1996                                          | Hotel Plaza, New York                     | nessuna                 |                          | Tyra Banks, Leilani Bishop, Naomi Campbell, Helena Christensen, Beverly Peele, Catherine McCord, Carrie Salmon, Stephanie Seymour, Frédérique van der Wal, Veronica Webb | |
| 4 febbraio 1997                                          | Hotel Plaza, New York                     | nessuna                 |                          | Tyra Banks, Elsa Benítez, Naomi Campbell, Esther Cañadas, Laetitia Casta, Helena Christensen, Yasmeen Ghauri, Tricia Helfer, Heidi Klum, Vendela Kirsebom, Georgianna Robertson, Rebecca Romijn, Carrie Salmon, Claudia Schiffer, Ingrid Seynhaeve, Stephanie Seymour, Frédérique van der Wal | |
| 3 febbraio 1998                                          | Hotel Plaza, New York                     | nessuna                 | -                        | Natane Adcock, Tyra Banks, Naomi Campbell, Laetitia Casta, Bridget Hall, Tricia Helfer, Jaime King, Heidi Klum, Valeria Mazza, Annie Morton, Karen Mulder, Astrid Muñoz, Chandra North, Daniela Peštová, Inés Rivero, Rebecca Romijn, Chrystele Saint Louis Augustin, Carrie Salmon, Stephanie Seymour | |
| 3 febbraio 1999                                          | Cipriani Wall Street restaurant, New York | Broadcast.com (webcast) | 2,0+                     | Natane Adcock, Tyra Banks, Elsa Benítez, Leilani Bishop, Gisele Bündchen, Laetitia Casta, Ana Cláudia Michels, Trish Goff, Eva Herzigová, Kirsty Hume, Kiara Kabukuru, Carmen Kass, Jaime King, Heidi Klum, Hollyanne Leonard, Adriana Lima, Karen Mulder, Daniela Peštová, Frankie Rayder, Inés Rivero, Stephanie Seymour, Eugenia Silva | - |
| 15 maggio 2000                                           | Cannes                                    | webcast                 |                          | Alessandra Ambrosio, Mini Andén, Danita Angell, Tyra Banks, Gisele Bündchen, Naomi Campbell, Laetitia Casta, Aurélie Claudel, Haylynn Cohen, Rhea Durham, Trish Goff, Eva Herzigová, Carmen Kass, Heidi Klum, Karolína Kurková, Adriana Lima, Angela Lindvall, Ana Cláudia Michels, Karen Mulder, Oluchi Onweagba, Daniela Peštová, Frankie Rayder, Caroline Ribeiro, Inés Rivero, Stephanie Seymour, Ingrid Seynhaeve, Fernanda Tavares | |
| 13 novembre 2001 (sfilata), 15 novembre 2001 (trasmessa) | Bryant Park, New York                     | ABC                     | 12,4                     | Alessandra Ambrosio, Mini Andén, Tyra Banks, Gisele Bündchen, Aurélie Claudel, Rhea Durham, Karen Elson, Trish Goff, Bridget Hall, Emma Heming, Eva Herzigová, Heidi Klum, Karolína Kurková, Anouck Lepere, Adriana Lima, Audrey Marnay, Diána Mészáros, Omahyra Mota, Daniela Peštová, Rie Rasmussen, Caroline Ribeiro, Inés Rivero, Maggie Rizer, Molly Sims, Fernanda Tavares, Alek Wek | Mary J. Blige e Andrea Bocelli                                                                          |
| 14 novembre 2002 (sfilata), 20 novembre 2002 (trasmessa) | Lexington Avenue Armory, New York         | CBS                     | 10,5                     | Michelle Alves, Alessandra Ambrosio, Caitriona Balfe, Tyra Banks, Ana Beatriz Barros, Letícia Birkheuer, Gisele Bündchen, Naomi Campbell, Dewi Driegen, Reka Ebergenyi, Lindsay Frimodt, Bridget Hall, Ana Hickmann, Carmen Kass, Liya Kebede, Heidi Klum, Karolína Kurková, Adriana Lima, Oluchi Onweagba, Ujjwala Raut, Frankie Rayder, Caroline Ribeiro, Inga Savits, Nadine Strittmatter, Yfke Sturm, Fernanda Tavares, Evgenija Volodina, Raquel Zimmermann | Destiny's Child, Marc Anthony e Phil Collins                                                            |
| 13 novembre 2003 (sfilata), 19 novembre 2003 (trasmessa) | Lexington Avenue Armory, New York         | CBS                     | 9,4                      | Michelle Alves, Alessandra Ambrosio, Mini Andén, Tyra Banks, Ana Beatriz Barros, Letícia Birkheuer, Marcelle Bittar, Gisele Bündchen, Naomi Campbell, Dewi Driegen, Isabeli Fontana, Lindsay Frimodt, Carmen Kass, Liya Kebede, Heidi Klum, Karolína Kurková, Adriana Lima, Angela Lindvall, Deanna Miller, Oluchi Onweagba, Ujjwala Raut, Frankie Rayder, Margarita Svegzdaite, Fernanda Tavares, Evgenija Volodina, Jacquetta Wheeler | Sting, Mary J. Blige e Eve                                                                              |
| 2004 (Angeli in un tour)                                 | New York, Miami, Las Vegas e Los Angeles  |                         |                          | Alessandra Ambrosio, Tyra Banks, Gisele Bündchen, Heidi Klum, Adriana Lima | |
| 9 novembre 2005 (sfilata), 6 dicembre 2005 (trasmessa)   | Lexington Avenue Armory, New York         | CBS                     | 8,9                      | Alessandra Ambrosio, Tyra Banks, Bianca Balti, Ana Beatriz Barros, Gisele Bündchen, Ingūna Butāne, Naomi Campbell, Morgane Dubled, Selita Ebanks, Isabeli Fontana, Izabel Goulart, Heidi Klum, Tat'jana Kovylina, Doutzen Kroes, Karolína Kurková, Adriana Lima, Angela Lindvall, Andi Muise, Oluchi Onweagba, Natasha Poly, Julia Stegner, Yfke Sturm, Fernanda Tavares, Caroline Trentini, Evgenija Volodina, Marija Vujović, Caroline Winberg e Raquel Zimmermann | Chris Botti, Ricky Martin, Seal e Rutgers University Drumline                                           |
| 16 novembre 2006 (sfilata), 5 dicembre 2006 (trasmessa)  | Kodak Theatre, Los Angeles                | CBS                     | 7,4                      | Alessandra Ambrosio, Ana Beatriz Barros, Gisele Bündchen, Jeísa Chiminazzo, Élise Crombez, Flávia de Oliveira, Morgane Dubled, Selita Ebanks, Izabel Goulart, Rosie Huntington-Whiteley, Miranda Kerr, Doutzen Kroes, Karolína Kurková, Adriana Lima, Angela Lindvall, Heather Marks, Andi Muise, Ajuma Nasenyana, Oluchi Onweagba, Natasha Poly, Katja Shchekina, Hana Soukupová, Jessica Stam, Julia Stegner, Caroline Trentini, Caroline Winberg e Raquel Zimmermann | Justin Timberlake                                                                                       |
| 16 novembre 2007 (sfilata), 4 dicembre 2007 (trasmessa)  | Kodak Theatre, Los Angeles                | CBS                     | 6,8                      | Alessandra Ambrosio, Ingūna Butāne, Élise Crombez, Flávia de Oliveira, Morgane Dubled, Selita Ebanks, Lindsay Ellingson, Isabeli Fontana, Izabel Goulart, Rosie Huntington-Whiteley, Miranda Kerr, Heidi Klum, Michaela Kocianová, Karolína Kurková, Noémie Lenoir, Adriana Lima, Angela Lindvall, Marisa Miller, Andi Muise, Oluchi Onweagba, Behati Prinsloo, Hana Soukupová, Jessica Stam, Julia Stegner, Candice Swanepoel, Evgenija Volodina, Marija Vujović, Erin Wasson, Jessica White, Katie Wile e Caroline Winberg | Spice Girls, Will.i.am, Seal e Heidi Klum                                                               |
| 15 novembre 2008 (sfilata), 1º dicembre 2008 (trasmessa) | Fontainebleau Hotel, Miami                | CBS                     | 8,3                      | Clara Alonso, Alessandra Ambrosio, Ana Beatriz Barros, Ingūna Butāne, Shannan Click, Emanuela de Paula, Flávia de Oliveira, Morgane Dubled, Selita Ebanks, Lindsay Ellingson, Isabeli Fontana, Izabel Goulart, Erin Heatherton, Rosie Huntington-Whiteley, Carmen Kass, Miranda Kerr, Heidi Klum, Doutzen Kroes, Karolína Kurková, Abbey Lee, Noémie Lenoir, Adriana Lima, Maryna Linčuk, Angela Lindvall, Sessilee Lopez, Marisa Miller, Behati Prinsloo, Arlenis Sosa Peña, Julia Stegner, Sarah Stephens, Lara Stone, Candice Swanepoel, Edita Vilkevičiūtė, Anna V'jalicyna e Caroline Winberg | Usher e Jorge Moreno                                                                                    |
| 19 novembre 2009 (sfilata), 3 dicembre 2009 (trasmessa)  | Lexington Avenue Armory, New York         | CBS                     | 8,7                      | Lily Aldridge, Alessandra Ambrosio, Ana Beatriz Barros, Kylie Bisutti, Shannan Click, Jamie Lee Darley, Selita Ebanks, Lindsay Ellingson, Isabeli Fontana, Izabel Goulart, Erin Heatherton, Rosie Huntington-Whiteley, Chanel Iman, Anna Jagodzińska, Dorothea Barth Jorgensen, Miranda Kerr, Heidi Klum, Abbey Lee, Tat'jana Kovylina, Doutzen Kroes, Anastasia Kuznetsova, Maryna Linčuk, Sessilee Lopez, Enikő Mihalik, Marisa Miller, Aminata Niaria, Behati Prinsloo, Anja Rubik, Lyndsey Scott, Julia Stegner, Candice Swanepoel, Elyse Taylor, Caroline Trentini, Edita Vilkevičiūtė, Liu Wen e Caroline Winberg | The Black Eyed Peas                                                                                     |
| 10 novembre 2010 (sfilata), 30 novembre 2010 (trasmessa) | Lexington Avenue Armory, New York         | CBS                     | 9                        | Lily Aldridge, Alessandra Ambrosio, Gracie Carvalho, Shannan Click, Katsia Damankova, Lily Donaldson, Selita Ebanks, Lindsay Ellingson, Isabeli Fontana, Magdalena Frackowiak, Izabel Goulart, Heloise Guerin, Erin Heatherton, Rosie Huntington-Whiteley, Chanel Iman, Constance Jablonski, Jacquelyn Jablonski, Karolína Kurková, Adriana Lima, Maryna Linčuk, Flávia de Oliveira, Emanuela de Paula, Behati Prinsloo, Lais Ribeiro, Anja Rubik, Fabiana Semprebom, Jessica Stam, Julia Stegner, Martha Streck, Candice Swanepoel, Edita Vilkevičiūtė, Anna V'jalicyna, Liu Wen e Caroline Winberg | Katy Perry e Akon                                                                                       |
| 9 novembre 2011 (sfilata), 29 novembre 2011 (trasmessa)  | Lexington Avenue Armory, New York         | CBS                     | 10,30                    | Lily Aldridge, Alessandra Ambrosio, Jessica Clarke, Shannan Click, Lily Donaldson, Lindsay Ellingson, Magdalena Frackowiak, Toni Garrn, Izabel Goulart, Sui He, Erin Heatherton, Bregje Heinen, Elsa Hosk, Chanel Iman, Constance Jablonski, Jacquelyn Jablonski, Miranda Kerr, Karlie Kloss, Doutzen Kroes, Ieva Lagūna, Adriana Lima, Maryna Linčuk, Caroline Brasch Nielsen, Flávia de Oliveira, Emanuela de Paula, Behati Prinsloo, Lais Ribeiro, Anja Rubik, Cameron Russell, Joan Smalls, Shanina Shaik, Julia Stegner, Candice Swanepoel, Anna V'jalicyna, Liu Wen e Caroline Winberg | Maroon 5, Kanye West e Nicki Minaj                                                                      |
| 7 novembre 2012 (sfilata), 4 dicembre 2012 (trasmessa)   | Lexington Avenue Armory, New York         | CBS                     | 9,48                     | Lily Aldridge, Alessandra Ambrosio, Dorothea Barth Jörgensen, Cara Delevingne, Sharam Diniz, Lily Donaldson, Jourdan Dunn, Lindsay Ellingson, Barbara Fialho, Isabeli Fontana, Magdalena Frackowiak, Toni Garrn, Izabel Goulart, Frida Gustavsson, Jessica Hart, Sui He, Erin Heatherton, Bregje Heinen, Elsa Hosk, Constance Jablonski, Jacquelyn Jablonski, Miranda Kerr, Karlie Kloss, Doutzen Kroes, Ieva Lagūna, Adriana Lima, Barbara Palvin, Shu Pei, Behati Prinsloo, Hilary Rhoda, Cameron Russell, Shanina Shaik, Joan Smalls, Candice Swanepoel, Jasmine Tookes, Maud Welzen, Liu Wen | Rihanna, Justin Bieber e Bruno Mars                                                                     |
| 11 novembre 2013 (sfilata), 10 dicembre 2013 (trasmessa) | Lexington Avenue Armory, New York         | CBS                     | 9,72                     | Sigrid Agren, Lily Aldridge, Alessandra Ambrosio, Maria Borges, Cindy Bruna, Cara Delevingne, Lily Donaldson, Jourdan Dunn, Lindsay Ellingson, Barbara Fialho, Malaika Firth, Magdalena Frackowiak, Kelly Gale, Toni Garrn, Izabel Goulart, Jessica Hart, Sui He, Erin Heatherton, Elsa Hosk, Martha Hunt, Constance Jablonski, Jacquelyn Jablonski, Monika Jagaciak, Karlie Kloss, Doutzen Kroes, Ieva Lagūna, Adriana Lima, Maryna Linčuk, Caroline Brasch Nielsen, Behati Prinsloo, Hilary Rhoda, Lais Ribeiro, Sara Sampaio, Josephine Skriver, Joan Smalls, Kasia Struss, Candice Swanepoel, Jasmine Tookes, Devon Windsor, Ming Xi | Taylor Swift, Fall Out Boy, A Great Big World e Neon Jungle                                             |
| 2 dicembre 2014 (sfilata), 9 dicembre 2014 (trasmessa)   | Earls Court, Londra                       | CBS                     | 9,29                     | Sigrid Agren, Lily Aldridge, Alessandra Ambrosio, Maria Borges, Daniela Braga, Cindy Bruna, Lily Donaldson, Jourdan Dunn, Lindsay Ellingson, Barbara Fialho, Isabeli Fontana, Magdalena Frackowiak, Kelly Gale, Izabel Goulart, Kate Grigorieva, Imaan Hammaam, Sui He, Bregje Heinen, Taylor Marie Hill, Elsa Hosk, Martha Hunt, Constance Jablonski, Jacquelyn Jablonski, Monika Jagaciak, Karlie Kloss, Doutzen Kroes, Ieva Lagūna, Yumi Lambert, Adriana Lima, Grace Mahary, Stella Maxwell, Enikő Mihalik, Blanca Padilla, Behati Prinsloo, Lais Ribeiro, Sara Sampaio, Romee Strijd, Kasia Struss, Shanina Shaik, Irina Šaripova, Josephine Skriver, Joan Smalls, Candice Swanepoel, Jasmine Tookes, Maud Welzen, Devon Windsor, Ming Xi | Ariana Grande, Taylor Swift, Hozier e Ed Sheeran                                                        |
| 10 novembre 2015 (sfilata), 8 dicembre 2015 (trasmessa)  | Lexington Avenue Armory, New York         | CBS                     | 6,59                     | Lily Aldridge, Alessandra Ambrosio, Leomie Anderson, Maria Borges, Daniela Braga, Cindy Bruna, Gracie Carvalho, Sharam Diniz, Lily Donaldson, Barbara Fialho, Magdalena Frackowiak, Izabel Goulart, Kate Grigorieva, Gigi Hadid, Rachel Hilbert, Sui He, Taylor Marie Hill, Pauline Hoarau, Elsa Hosk, Martha Hunt, Constance Jablonski, Jacquelyn Jablonski, Monika Jagaciak, Kendall Jenner, Valery Kaufman, Yumi Lambert, Adriana Lima, Bruna Lirio, Flavia Lucini, Bridget Malcolm, Stella Maxwell, Leila Nda, Behati Prinsloo, Megan Puleri, Lais Ribeiro, Sara Sampaio, Shanina Shaik, Vita Sidorkina, Josephine Skriver, Joan Smalls, Romee Strijd, Candice Swanepoel, Jasmine Tookes, Sanne Vloet, Maud Welzen, Devon Windsor, Ming Xi | Ellie Goulding, Selena Gomez e The Weeknd                                                               |

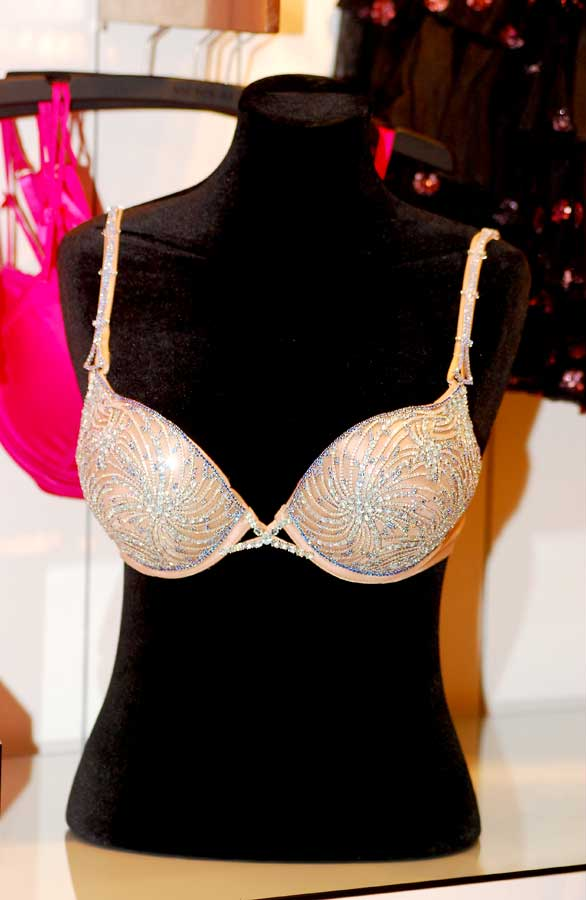
Il Bombshell Fantasy Bra del 2010

| 30 novembre 2016 (sfilata), 5 dicembre 2016 (trasmessa)  | Grand Palais, Parigi                      | CBS                     | 6,67                     | Lily Aldridge, Alessandra Ambrosio, Leomie Anderson, Alanna Arrington, Maria Borges, Daniela Braga, Cindy Bruna, Janiece Dilone, Lily Donaldson, Grace Elizabeth, Barbara Fialho, Georgia Fowler, Lameka Fox, Kelly Gale, Luma Grothe, Izabel Goulart, Kate Grigorieva, Bella Hadid, Gigi Hadid, Sui He, Rachel Hilbert, Taylor Marie Hill, Elsa Hosk, Martha Hunt, Kendall Jenner, Valery Kaufman, Maggie Laine, Adriana Lima, Keke Lindgard, Flavia Lucini, Bridget Malcolm, Stella Maxwell, Lais Oliveira, Herieth Paul, Brooke Perry, Jourdana Phillips, Lais Ribeiro, Camille Rowe, Sara Sampaio, Irina Shaik, Josephine Skriver, Joan Smalls, Romee Strijd, Zuri Tibby, Jasmine Tookes, Sanne Vloet, Liu Wen, Xiao Wen Ju, Megan Williams, Devon Windsor, Ming Xi | Lady Gaga, Bruno Mars e The Weekend                                                                     |
| 20 novembre 2017 (sfilata), 28 novembre 2017 (trasmessa) | Mercedes Benz Arena, Shangai              | CBS                     | 4,98                     | Lily Aldridge, Alessandra Ambrosio, Adriana Lima, Leomie Anderson, Alanna Arrington, Alecia Morais, Maria Borges, Daniela Braga, Cindy Bruna, Janiece Dilone, Estelle Chen, Vanessa Moody, Frida Aasen, Aiden Curtiss, Roosmarie de Kok, Georgia Fowler, Grace Elizabeth, Amilna Estevão, Gizele Oliveira, Grace Bol, Barbara Fialho, Kelly Gale, Alexina Graham, Bella Hadid, Sui He, Taylor Marie Hill, Elsa Hosk, Martha Hunt, Jourdana Phillips, Victoria Lee, Nadine Leopold, Bruna Lirio, Stella Maxwell, Leila Nda, Karlie Kloss, Blanca Padilla, Herieth Paul, Lameka Fox, Lais Ribeiro, Sara Sampaio, Josephine Skriver, Romee Strijd, Candice Swanepoel, Devon Windsor, Zuri Tibby, Jasmine Tookes, Sanne Vloet, Maggie Laine, Xiao Wen Ju, Liu Wen, Megan Williams, Ming Xi, Samile Bermannelli, Xin Xie, One Wang Yi                                                                             | Harry Styles, Miguel, Leslie Odom Jr. e Jane Zhang                                                      |
| 8 novembre 2018 (sfilata), 2 dicembre 2018 (trasmessa)   | Pier 94, New York                         | ABC                     | 3,27                     | Frida Aasen, Leomie Anderson, Alanna Arrington, Grace Bol, Myrthe Bolt, Cindy Bruna, Josie Canseco, Cheyenne Maya-Carty, Estelle Chen, Maia Cotton, Aiden Curtiss, Grace Elizabeth, Barbara Fialho, Georgia Fowler, Lameka Fox, Kelly Gale, Toni Garrn, Alexina Graham, Bella Hadid, Gigi Hadid, Winnie Harlow, Willow Hand, Sui He, Taylor Marie Hill, Iesha Hodges, Elsa Hosk, Martha Hunt, Kendall Jenner, Subah Koj, Maggie Laine, Nadine Leopold, Adriana Lima, Stella Maxwell, Kelsey Merritt, Isilda Moreira, Mayowa Nicholas, Sadie Newman, Gizele Oliveira, Barbara Palvin, Herieth Paul, Jourdana Phillips, Behati Prinsloo, Lorena Rae, Lais Ribeiro, Sofie Rovenstine, Sara Sampaio, Shanina Shaik, Josephine Skriver, Romee Strijd, Candice Swanepoel, Mélie Tiacoh, Zuri Tibby, Duckie Thot, Jasmine Tookes, Alannah Walton, Liu Wen, Megan Williams, Yasmin Wijnaldum, Devon Windsor, Ming Xi | Shawn Mendes, Rita Ora, The Chainsmokers, Bebe Rexha, Halsey, Leela James, Kelsea Ballerini, The Struts |

### Fantasy Bra
Durante il fashion show viene presentato il particolare e costoso reggiseno della linea "Fantasy Bra". Inizialmente pensato per comparire solamente nel catalogo di Victoria Secret, compare durante la sfilata dal 2001. Questi reggiseni sono formati da diamanti, smeraldi e rubini.
I Fantasy Bra, dopo essere stati indossati durante la sfilata vengono messi all'asta; se non venduti, dopo un anno, vengono ridati ai designer che ne recupera le pietre. Gli unici a essere stati venduti furono il VS Heavenly '70 Fantasy Bra indossato nel 2004 da Tyra Banks e il Floral Fantasy Bra del 2012 indossato da Alessandra Ambrosio.
Heidi Klum e Adriana Lima hanno indossato il Fantasy Bra in tre diversi anni. Gisele Bündchen, Tyra Banks, Karolina Kurkova e Alessandra Ambrosio hanno invece indossato ben due Fantasy Bra.
Red Hot Fantasy Bra/Panties (2000) conquista il Guinness dei primati come capo di intimo più costoso mai creato, 15 milioni di dollari. Harlequin Fantasy Bra (2009) e Bombshell Fantasy Bra (2010) sono stati creati da Damiani.
Nel 2014 per la prima volta vengono realizzati due Fantasy bra, indossati da Adriana Lima e Alessandra Ambrosio.

### Swarovski Outfit
Insieme al Fantasy Bra, lo Swarovski Outfit è un altro pezzo importante della collezione.
| Anno | Modelle             | Segmento             | Note   |
| ---- | ------------------- | -------------------- | ------ |
| 2011 | Alessandra Ambrosio | Passion              |        |
| 2012 | Cameron Russell     | Silver Screen Angels |        |
| 2013 | Lindsay Ellingson   | Snow Angels          | [ 85 ] |
| 2014 | Lily Donaldson      | Fairy Tale           | [ 86 ] |
| 2015 | Martha Hunt         | Fireworks            | [ 87 ] |
| 2016 | Josephine Skriver   | Bright Night Angel   | [ 88 ] |
| 2017 | Elsa Hosk           | Nomadic Adventure    | [ 89 ] |
| 2018 | Romee Strijd        | Celestial Angel      | [ 90 ] |

### Apertura e chiusura dello show
Ogni anno, vengono scelti due angeli per aprire e chiudere lo show, il record di apertura appartiene ad Adriana Lima, con cinque show aperti, quello di chiusura a Heidi Klum e Adriana Lima, con tre show chiusi.
| Anno | Modella apertura show | Modella chiusura show |
| ---- | --------------------- | --------------------- |
| 1995 | Ingrid Seynhaeve      | Stephanie Seymour     |
| 1996 | Naomi Campbell        | Stephanie Seymour     |
| 1997 | Claudia Schiffer      | Naomi Campbell        |
| 1998 | Karen Mulder          | Naomi Campbell        |
| 1999 | Carmen Kass           | Carmen Kass           |
| 2000 | Gisele Bündchen       | Laetitia Casta        |
| 2001 | Karolina Kurkova      | Adriana Lima          |
| 2002 | Gisele Bündchen       | Adriana Lima          |
| 2003 | Adriana Lima          | Heidi Klum            |
| 2005 | Gisele Bündchen       | Tyra Banks            |
| 2006 | Gisele Bündchen       | Ana Beatriz Barros    |
| 2007 | Adriana Lima          | Heidi Klum            |
| 2008 | Adriana Lima          | Heidi Klum            |
| 2009 | Alessandra Ambrosio   | Doutzen Kroes         |
| 2010 | Adriana Lima          | Chanel Iman           |
| 2011 | Candice Swanepoel     | Karlie Kloss          |
| 2012 | Adriana Lima          | Toni Garrn            |
| 2013 | Candice Swanepoel     | Magdalena Frackowiak  |
| 2014 | Behati Prinsloo       | Candice Swanepoel     |
| 2015 | Behati Prinsloo       | Martha Hunt           |
| 2016 | Elsa Hosk             | Lily Aldridge         |
| 2017 | Candice Swanepoel     | Alessandra Ambrosio   |
| 2018 | Taylor Marie Hill     | Adriana Lima          |
| 2024 | Gigi Hadid            | Tyra Banks            |